# Алёшичи (Чулковский сельсовет)
Алёшичи — упразднённая деревня в Арбажском районе Кировской области России.

## География
Деревня находится в юго-западной части Кировской области, в зоне хвойно-широколиственных лесов, на правом берегу реки Шуван, на расстоянии приблизительно 5 километров (по прямой) к юго-востоку от посёлка городского типа Арбаж, административного центра района. Абсолютная высота — 86 метров над уровнем моря.
Климат
Климат характеризуется как умеренно континентальный, с умеренно холодной снежной зимой и тёплым летом. Среднегодовая температура — 2 °C. Абсолютный минимум температуры воздуха самого холодного месяца (января) составляет −47 °C; абсолютный максимум самого тёплого месяца (июля) — 40 °C. Годовое количество атмосферных осадков — 527 мм, из которых 354 мм выпадает в период с апреля по октябрь.

## История
В 1905 году в починке Вновь Смирновский (Малые Алёшичи), относящемуся к Хорошавинскому обществу Сосновской волости Котельничского уезда, имелось 10 дворов и проживало 82 человека (46 мужчин и 36 женщин). Население относилось к приходу Сретенского храма села Арбаж.
По данным переписи 1926 года имелось 21 хозяйство и проживало 130 человек (61 мужчина и 69 женщин). В административном отношении входила в состав Хорошавинского сельсовета Арбажской волости Котельнического уезда.
По состоянию на 1 января 1950 года населённый пункт являлся частью Арбажского сельсовета Арбажского района. Числилось 19 хозяйств и проживало 54 человека. В 1978 году входила в состав Чулковского сельсовета. Упразднена 28 января 1987 года.